# Cazedarnes
Cazedarnes is een gemeente in het Franse departement Hérault (regio Occitanie) en telt 433 inwoners (2004). De plaats maakt deel uit van het arrondissement Béziers.

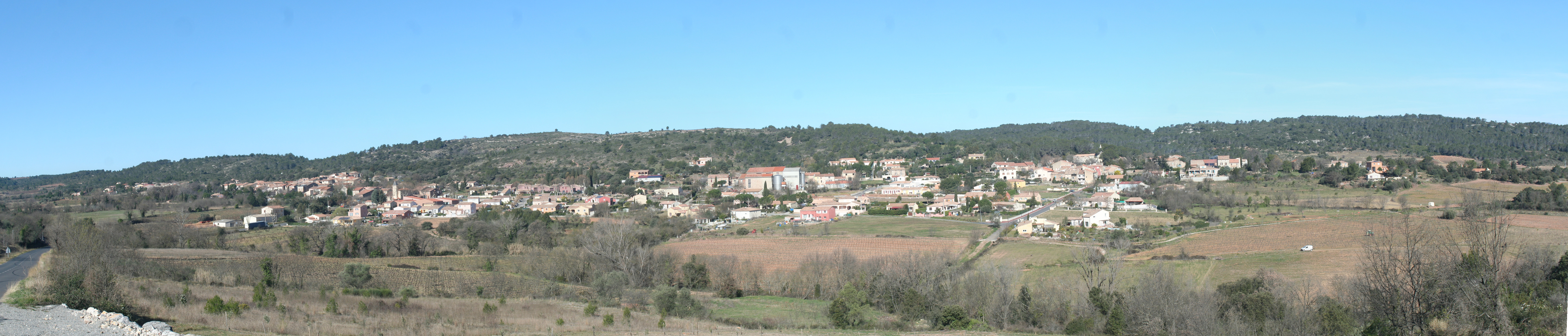
Panoramafoto van het dorp

## Geografie
De oppervlakte van Cazedarnes bedraagt 11,8 km², de bevolkingsdichtheid is 36,7 inwoners per km².
De onderstaande kaart toont de ligging van Cazedarnes met de belangrijkste infrastructuur en aangrenzende gemeenten.

## Demografie
Onderstaande figuur toont het verloop van het inwonertal (bron: INSEE-tellingen).